# Весёлые путешественники
«Весёлые путешественники» (также известна под названиями «Песенка друзей» и «Мы едем, едем, едем») — детская песня, написанная в 1937 году для одноимённого короткометражного фильма (режиссёр Анисим Мазур) композитором Михаилом Старокадомским на стихи Сергея Михалкова. Первым исполнителем её стала Клавдия Коренева с оркестром под управлением В. Ширинского. Приобрела большую популярность в СССР, став частью советской культуры. Неоднократно издавалась на грампластинках, звучала в детских телепередачах. В 1952 году за неё и ряд других песен для детей Михаилу Старокадомскому была вручена Сталинская премия третьей степени. Входит в репертуар многих детских хоровых и эстрадных коллективов, в том числе и современных (например, «Домисолька»).

## В звукозаписи
- 1938 — 6397 (10", 78 об./мин) Песенка из кинофильма «Весёлые путешественники» — К. Коренева. Оркестр под управлением В. Ширинского.
- 1951 — 19012 (10", 78 об./мин)

Песенка из кинофильма «Весёлые путешественники» — Георгий Виноградов, детский хор и оркестр. Руководитель Б. Шерман
- 1956 — На пластинке «Песни для детей» (Д—003358-59, 8", 33 об./мин):

6. Песенка из к/ф «Весёлые путешественники» — Георгий Виноградов, детский хор и оркестр, дир. Б. Шерман
- 1957 — На пластинке «Песни Михаила Старокадомского» (Д—3738-39, 10", 33 об./мин):

12. Песенка из к/ф «Весёлые путешественники» — Георгий Виноградов, детский хор, оркестр п/у Б. Шермана
- 1957 — На пластинке «Песни для дошкольников» (Д—3868-69, 10", 33 об./мин):

1. Мы едем, едем, едем (песенка из к/ф «Весёлые путешественники») — Георгий Виноградов, детский хор и оркестр п/у Б. Шермана

## В кино
- В фильме-сказке «Варвара-краса, длинная коса» (1969) фрагмент песни исполняет медвежонок (за кадром — Маргарита Корабельникова), затем её мотив подхватывает-наигрывает Чудо-Юдо (Георгий Милляр) на флейте Пана (за кадром — губная гармоника).
- В киноальманахе «По улице комод водили» одна из новелл называется «Мы едем, едем, едем…».
- В фильме «Осенний марафон» (1979) в эпизоде проводов дочери и зятя начало песни исполняют персонажи Олега Басилашвили и Натальи Гундаревой.
- В киножурнале «Ералаш» один из эпизодов называется «Мы едем, едем, едем…» (выпуск № 47, 1984).
- В немецком фильме «Гуд бай, Ленин!» (2003), когда главные герои едут на дачу, Кристиана Кернер начинает петь по-русски песенки «Жил-был у бабушки серенький козлик», «Мы едем, едем, едем», а дети ей подпевают.